# Strażnica Straży Granicznej w Dołhobrodach
Strażnica Straży Granicznej w Dołhobrodach imienia ppor. Jana Bołbotta – zlikwidowana graniczna jednostka organizacyjna Straży Granicznej realizująca zadania bezpośrednio w ochronie granicy państwowej z Republiką Białorusi.

## Formowanie i zmiany organizacyjne
W ramach Planu uszczelniania granicy wschodniej do 2002 roku zainicjowano szereg przedsięwzięć mających na celu usprawnienie i udoskonalenie systemu ochrony „zielonej granicy”. W efekcie podjętych działań, 29 listopada 2001 roku na mocy zarządzenia komendanta głównego Straży Granicznej, na odcinku służbowej odpowiedzialności Nadbużańskiego Oddziału Straży Granicznej w Chełmie, w miejscowości Dołhobrody została włączona do systemu ochrony granicy państwowej Strażnica Straży Granicznej w Dołohobrodach (Strażnica SG w Dołhobrodach). Uroczystego otwarcia dokonali wiceminister spraw wewnętrznych i administracji Zenon Kosiniak-Kamysz i komendant główny Straży Granicznej płk SG Józef Klimowicz.
W 2002 roku, strażnica miała status strażnicy SG I kategorii.
Jako Strażnica Straży Granicznej w Dołhobrodach funkcjonowała do 23 sierpnia 2005 roku i 24 sierpnia 2005 roku, Ustawą z 22 kwietnia 2005 roku O zmianie ustawy o Straży Granicznej..., została przekształcona na Placówkę Straży Granicznej w Dołhobrodach (PSG w Dołhobrodach) w strukturach Nadbużańskiego Oddziału Straży Granicznej.

## Ochrona granicy
Strażnica SG w Dołhobrodach ochraniała wyłącznie odcinek granicy rzecznej z Republiką Białorusi przebiegającą środkiem koryta rzeki granicznej Bug4.

## Sąsiednie graniczne jednostki organizacyjne
- Strażnica SG w Sławatyczach ⇔ Strażnica SG we Włodawie – 29.11.2001[1]
- GPK SG w Sławatyczach ⇔ Strażnica SG we Włodawie – 02.01.2003[7].

## Komendanci strażnicy
- ppor. SG Zbigniew Sobieski (od 29.11.2001)[8]
- mjr SG Sławomir Gruszecki[8].

## Nadanie imienia strażnicy
Nadanie imienia strażnicy podano za: Roczniki Wydziału Nauk Prawnych i Ekonomicznych KUL. W: Stanisław Dubaj: Patroni Nadbużańskiego Oddziału Straży Granicznej i Podległych Placówek SG – Tom VIII−IX, zeszyt 1 – 2012–2013. Lublin: Katolicki Uniwersytet Lubelski Jana Pawła II, 2013, s. 323, 330–331, 342.
Nadaniu imienia Strażnicy SG w Dołhobrodach towarzyszyły problemy związane z odnalezieniem najbliższej rodziny patrona – ppor. Jana Bołbotta. Ostatecznie przygotowano formalny wniosek o nadanie patronatu, nie odnajdując najbliższej rodziny bohatera. Nadanie imienia w Dołhobrodach zaplanowano na jesień 2004 roku. Uroczystość miała być włączona w obchody 80. rocznicy powołania Korpusu Ochrony Pogranicza i upamiętnienia ostatniej bitwy zgrupowania KOP w Wytycznie w 1939 roku. Minister spraw wewnętrznych i administracji Ryszard Kalisz 25 września 2004 roku Strażnicy SG w Dołhobrodach nadał imię ppor. Jana Bołbotta – „Żołnierza Korpusu Ochrony Pogranicza, którego czyny w służbie Ojczyźnie dają Mu trwałe miejsce w historii i tradycji Narodu Polskiego”. Uroczystości odbyły się w Wytycznie 26 września 2004 roku. Na uroczystość przybyli m.in. zastępca komendanta głównego SG gen. bryg. Tadeusz Frydrych i przewodniczący SWPFG Mirosław Jan Rubas, przedstawiciele regionalnych władz administracyjnych i samorządowych oraz młodzież z okolicznych szkół i delegacja ze Szkoły Podstawowej im. Żołnierzy Korpusu Ochrony Pogranicza w Wytycznie, na czele z dyrektorem Marianem Kupiszem. Ceremoniał uświetniał udział wojskowej orkiestry z 3 Brygady Obrony Terytorialnej z Zamościa. Na elewacji budynku odsłonięto tablicę pamiątkową (Odsłonięcia tablicy, ufundowanej przez weteranów polskich formacji granicznych i funkcjonariuszy SG, dokonali gen. bryg. Tadeusz Frydrych i Mirosław Jan Rubas. Autorem projektu
tablicy był ppłk Stanisław Dubaj), a w pomieszczeniach strażnicy urządzono salę tradycji, w której zgromadzono liczne pamiątki związane z patronem, a także działalnością formacji granicznych na przestrzeni dziejów.